# Rhinodrilus
Rhinodrilus ist eine Gattung von Wenigborstern innerhalb der Familie Rhinodrilidae. Die Typusart Rhinodrilus paradoxus aus Venezuela wurde 1872 von Edmond Perrier (1844–1921) beschrieben. 

## Merkmale
Die Taxa der Gattung Rhinodrilus erreichen in der Regel eine Länge bis zu 110 Zentimetern. Eine Ausnahme stellt die vermutlich ausgestorbene Art Rhinodrilus fafner aus Brasilien dar, die mit einer Länge von 210 Zentimetern und einer Körpersegmentanzahl von 600 zu den längsten bekannten Wenigborsterarten der Welt zählte.
Die Körperfärbung variiert von dunkelbraun über braun, hellgrau, bläulichgrün, gelblichgrau bis blass hellgelb. 
Das meist rüsselformige Prostomium ist häufig bis zum zweiten Segment einziehbar. Die Borsten sind in regelmäßigen Linien angeordnet und am Vorderkörper eng gepaart. Der männliche Porus (drüsige Verdickung in der Umgebung der männlichen Geschlechtsöffnung) befindet sich im Bereich des Gürtels (Clitellum). Die Samentaschenporen befinden sich, wenn vorhanden, meist vor dem elften Körpersegment. Das Erscheinungsbild des Gürtels ist ringförmig oder sattelförmig.

## Systematik
Zur Gattung Rhinodrilus gehören folgende Taxa:
- Rhinodrilus adelae. Verbreitung: Ceará in Brasilien
- Rhinodrilus alatus. Verbreitung: Minas Gerais in Brasilien
- Rhinodrilus annulatus. Verbreitung: Amapá in Brasilien
- Rhinodrilus appuni appuni. Verbreitung: Puerto Cabello in Venezuela
- Rhinodrilus appuni pavoni. Verbreitung: Puerto Ayacucho in Venezuela
- Rhinodrilus ayacu. Verbreitung: Puerto Ayacucho in Venezuela
- Rhinodrilus bursiferus. Verbreitung: Amapá in Brasilien
- Rhinodrilus contortus. Verbreitung: Amazonia in Venezuela sowie Amazonas in Brasilien
- Rhinodrilus corderoi. Verbreitung: San Esteban und Aragua in Venezuela
- Rhinodrilus cucho. Verbreitung: Ayacucho in Venezuela
- Rhinodrilus duseni. Verbreitung: Paraná, Sao Paulo und Mato Grosso in Brasilien
- Rhinodrilus elisianae. Verbreitung: Pará, Rondonia und Amazonas in Brasilien
- Rhinodrilus evandroi. Verbreitung: Destrito Federal in Brasilien
- Rhinodrilus fafner. Verbreitung: Minas Gerais in Brasilien
- Rhinodrilus francisci. Verbreitung: Pernambuco in Brasilien
- Rhinodrilus fuenzalidae. Verbreitung: Miranda in Venezuela
- Rhinodrilus garbei cubanus. Verbreitung: Mato Grosso in Brasilien
- Rhinodrilus garbei garbei. Verbreitung: Sao Paulo und Minas Gerais in Brasilien
- Rhinodrilus hoeflingae. Verbreitung: Minas Gerais in Brasilien
- Rhinodrilus horsti. Verbreitung: Minas Gerais in Brasilien
- Rhinodrilus jucundus. Verbreitung: Goiás in Brasilien
- Rhinodrilus lakei. Verbreitung: Bolivar in Venezuela sowie Amazonas und Roraima in Brasilien
- Rhinodrilus lavellei. Verbreitung: Pernambuco in Brasilien
- Rhinodrilus longus. Verbreitung: Französisch-Guayana sowie Amapá in Brasilien
- Rhinodrilus lourdesae. Verbreitung: Rondonia in Brasilien
- Rhinodrilus lucilleae. Verbreitung: Amazonas in Brasilien
- Rhinodrilus mamita. Verbreitung: Ceará in Brasilien
- Rhinodrilus marcusae. Verbreitung: Bahia in Brasilien
- Rhinodrilus mortis. Verbreitung: Mato Grosso in Brasilien
- Rhinodrilus motucu. Verbreitung: Goiás, Tocantins, Mato Grosso, Bahia und Sergipe in Brasilien
- Rhinodrilus mucuba. Verbreitung: Andes in Venezuela
- Rhinodrilus panxin. Verbreitung: Goiás und Pará in Brasilien
- Rhinodrilus paradoxus. Verbreitung: Amazonas in Brasilien, Kolumbien, Puerto Cabello in Venezuela, Französisch-Guayana,  Karibik
- Rhinodrilus parvus. Verbreitung: Chaco in Argentinien und Quijarro in Bolivien
- Rhinodrilus pashanasi. Verbreitung: Peru
- Rhinodrilus pitun. Verbreitung: Pernambuco in Brasilien
- Rhinodrilus priollii. Verbreitung: Amazonas in Brasilien
- Rhinodrilus romani. Verbreitung: Amazonas in Brasilien
- Rhinodrilus senckenbergi. Verbreitung: Espirito Santo in Brasilien
- Rhinodrilus senex. Verbreitung: Aragua in Venezuela
- Rhinodrilus sibateensis Verbreitung: Kolumbien
- Rhinodrilus sieversi. Verbreitung: Puerto Cabello in Venezuela, Trinidad
- Rhinodrilus timote. Verbreitung: Aragua in Venezuela
- Rhinodrilus xeabaibus. Verbreitung: Rio de Janeiro in Brasilien